# Ultramarinos La Confianza
Ultramarins La Confiança, (en castellá Ultramarinos La Confianza) més conegut com La confianza, és una botiga d'ultramarins de la ciutat espanyola d'Osca. Situada en la plaça López Allué, va ser oberta per primera vegada l'any 1871 pel comerciant d'origen francès Hilario Vallier i és considerada la botiga d'ultramarins en actiu més antiga d'Espanya i possiblement d'Europa.

## Història
En els seus inicis el local es va destinar a merceria i sedería, ampliant-se posteriorment a la venda de luxosos productes d'importació, vinguts d'ultramar, aromàtics cafès i xocolates, licors francesos o aliments fumats.
Després de diferents regències de l'establiment, denominat La Confiança des dels seus orígens, en la primera meitat del segle xx va ser adquirit per la família Villacampa-Sanvicente, actuals regents (any 2023). La seva propietària va ser guardonada amb el Premi Dona Empresària Europea 2011, i és considerada per la premsa internacional com «La reina dels ultramarins».

## Edifici
El sostre de la botiga d'ultramarins va ser decorat pel pintor d'Osca León Abadies i Santolaria l'any 1871, dins del corrent que es va denominar decoracions civils, composicions al·legòriques al comerç internacional i els productes que es venien en l'establiment.

## Reconeixements
- Premi per a Ultramarins La Confiança, la botiga "més antiga" d'Espanya. 21 de novembre de 2011.[6]
- Premi del Consell Europeu de Dones Emprenedores.[7]
- Premio Madame Commerce de France.[8]
- Premi al concurs Aparadors de llegenda.[9]

## Patrimoni històric
L'any 2013 l'edifici de la botiga va ser declarat Patrimoni històric comercial de la humanitat.